# 彭浦新村

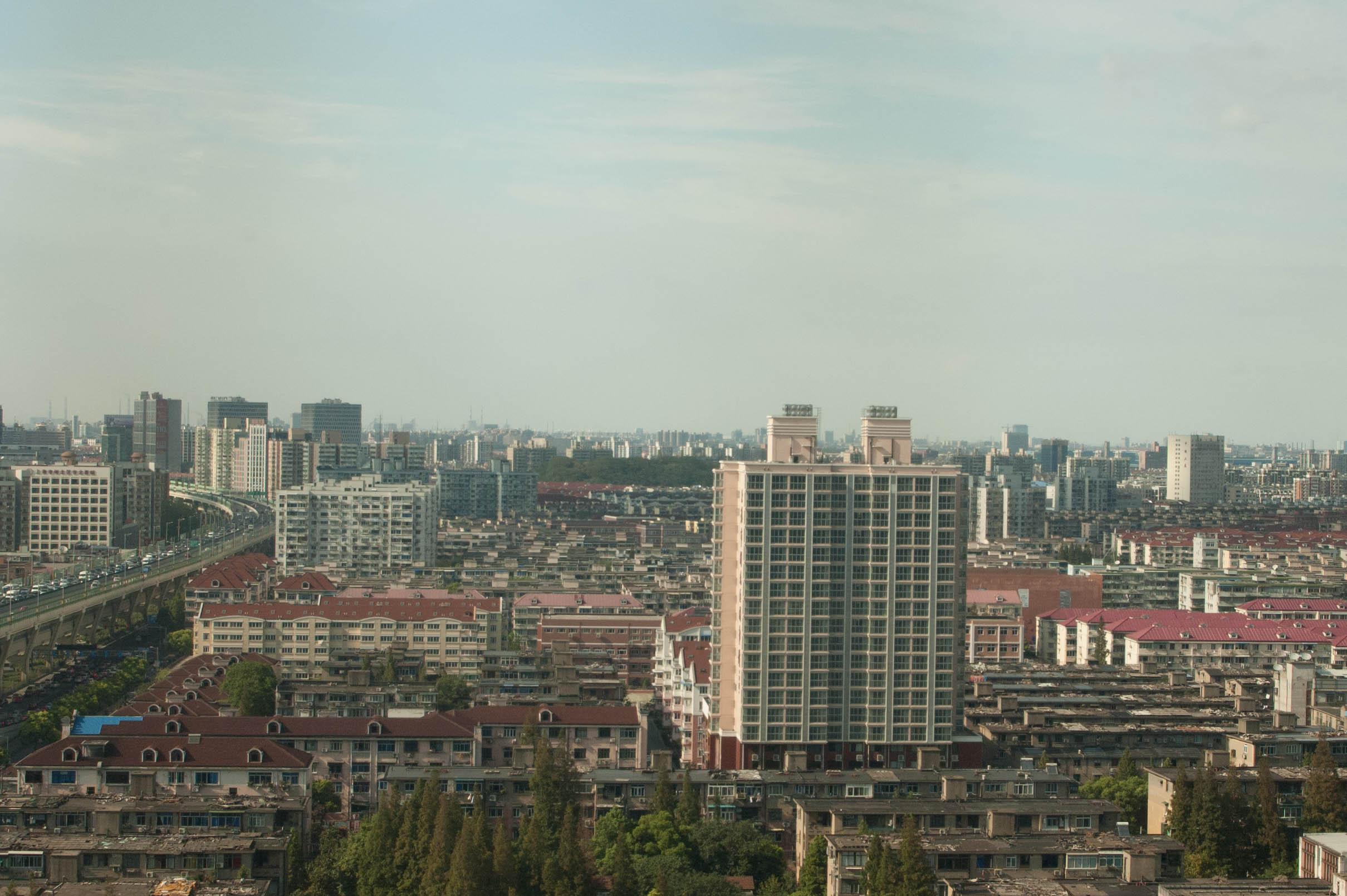
彭浦新村一帶

彭浦新村是中華人民共和國上海市最大的居民住宅区之一，也是上海第一批工人新村，位于静安区的最北端，东起江杨南路，西至少年村路，南沿走马塘，北至北长浜，面积5.1平方公里。设有彭浦新村街道和临汾路街道两个办事处，有53个居委会，户籍人口18万，常驻人口超过23万。彭浦新村成立於1958年。彭浦二字來源於彭越浦。

## 歷史

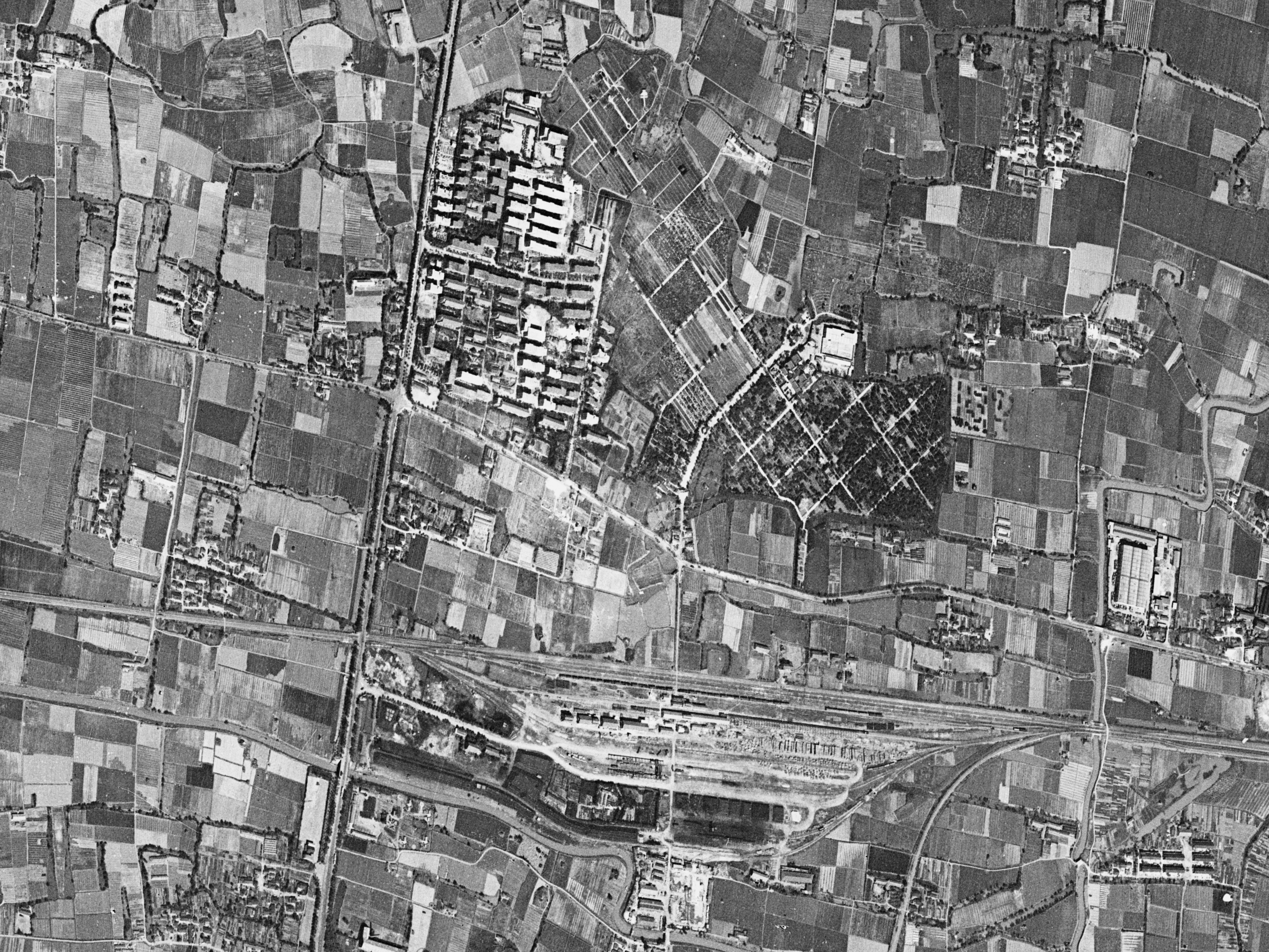
彭浦新村和彭浦火车站（现北郊站）周围卫星图（1966年）

彭浦新村原來是一片田野。清朝中叶后相继形成颜家宅、杨家宅、塔水桥、翔前宅和香花桥等18个自然村落。中華民国13年（1924年）后，在今平顺路以东，廣州肇慶人士在此建起了一座名為广肇山庄的墓地。民国25年（1936年），修築连贯大场至江湾的场中路。民国34年（1945年），彭浦新村區域属于宝山县大场区第二保、第十六保和江湾区第九保、第十六保的部分区域。民国38年（1949年）中共接管上海前夕，彭浦新村區域有32个自然村庄，人口近万人。
20世纪50年代，在走马塘以南建立了彭浦工业区。1958年，彭浦工业区在场中路以北、共和新路以东、平顺路以西、闻喜路两侧建起了56幢职工宿舍，建筑面积达16.9万平方米，迁入1200多户职工家庭，形成了最早的彭浦新村（彭浦一村）。1965年，电影《年轻一代》外景在彭浦新村开拍。到1978年，居民住宅发展到397幢，建筑面积42万平方米，入住居民6000多户，人口增加到23000多人，同年彭浦新村正式劃歸閘北區。1975年6月11日，邓小平前来彭浦新村参观。1984年，原属宝山县的江扬村、胜利村划归彭浦新村街道。到1985年，上海市机电一局在岭南路临汾路一带建造住宅90多幢，分配给2300多户职工7000多人居住。1985年起，闸北区住宅办在汾西路、阳曲路、保德路一带又建造起120多幢住宅，安置铁路上海站、苏家巷、公兴路17弄、怡兴里等地的动迁居民4500多户13000多人。1988年起，虹口区住宅办在汾西路、阳泉路、保德路一带建造住宅130多幢，安置虹口唐山里、香烟桥、四平路等地的动迁居民4700多户14000多人。至1993年底，彭浦新村已建成居民住宅250万平方米。1993年以后，闸北的不夜城、成都路高架、上海轨道交通3号线等工程建设动迁居民入住彭浦新村。
从2005年起，彭浦新村的旧住房开始探索原拆原位（原拆原建、拆落地）。2008年，上海彭三小区启动“拆落地”改造，這是上海首个啟動“拆落地”的住宅小区。2019年5月，彭一小区旧住房成套改造项目啟動。此次改造项目将拆除40幢老旧住宅楼，新建17幢带电梯的高层住宅和社区市民健身中心、社区文化活动中心、社区生活服务中心等配套设施。2021年9月1日，彭一小区旧住房成套改造项目居民集中搬场仪式舉行。10月31日，所有彭一小區居民暫時搬出小區。11月1日起，彭一小区开始规模性拆房。12月22日，彭一小区旧住房成套改造拆除重建项目正式开工。2025年6月29日，在外借房的彭一小区居民启动回搬，
這意味著历时20年的彭浦新村旧住房改造项目收官。